# مايكل كوغان
مايكل كوغان (بالروسية: Майкл Коган)، من مواليد 1 يناير 1920 بأوكرانيا السوفيتية، وتوفي بتاريخ 5 فبراير 1984 بولاية كاليفورنيا الأمريكية، وهو رجل أعمال أوكراني يهودي، وأول رجل أجنبي أسس شركة تايتو اليابانية المتخصصة بالألعاب الفيديو.